# سالا بیلزه
سالا بیلزه (به ایتالیایی: Sala Biellese) یک کومونه در ایتالیا است که در استان بیه‌لا واقع شده‌است. سالا بیلزه ۸٫۱ کیلومتر مربع مساحت و ۶۲۷ نفر جمعیت دارد و ۶۲۶ متر بالاتر از سطح دریا واقع شده‌است.